# コーシャ・ジェルジ
コーシャ・ジェルジ（ハンガリー語: Kósa György、1897年4月24日 - 1984年8月16日）は、ハンガリーの作曲家。

## 経歴
1897年、ハンガリー・ブダペストで生まれた。1906年から1915年までリスト音楽院でバルトーク・ベーラとエルンスト・フォン・ドホナーニにピアノを、コダーイ・ゾルターンに作曲を師事した。その後1916年から1917年までブダペスト歌劇場でコレペティートルを務め、1920年から1921年までトリポリ劇場の音楽監督を務めた。1927年にリスト音楽院の教授となり、1962年まで在職した。

## 作品
作品には9つの交響曲、ミサ曲、2つのレクイエム、8つの弦楽四重奏曲がある。
オペラ
- タルチュフ（1952）

交響曲
- 交響曲第1番（1921）
- 交響曲第2番（1927）
- 交響曲第3番（1933）
- 交響曲第4番（1934）
- 交響曲第5番（1937）
- 交響曲第6番（1946）
- 交響曲第7番（1957）
- 交響曲第8番（1959）
- 交響曲第9番（1969）

室内楽曲
- フルート、ヴィオラ、チェロのためのトリオ（1941）

ピアノ曲
- 13のバガデル（1924）
- ピアノソナタ第1番（1941）
- ピアノソナタ第2番（1947）
- ピアノソナタ第3番（1956）